# Campeonato Sudamericano de Rally
El Campeonato Sudamericano de Rally, también llamado Rally Sudamericano o Rally FIA-Codasur, es una competencia automovilística de rally, organizada por la Confederación Deportiva Automovilística Sudamericana (CODASUR) por medio de una comisión especializada y es sancionada por la Federación Internacional del Automóvil (FIA) desde la temporada 2011.
La comisión es presidida por Luis Etchegoyhen, del Automóvil Club del Uruguay, y está integrada por representantes de las siguientes asociaciones o instituciones deportivas en la temporada 2013:
- Automóvil Club Argentino
- Automóvil Club Boliviano
- Automóvil Club del Uruguay
- Confederación Brasilera de Automovilismo
- Federación de Automovilismo Deportivo de Chile
- Touring y Automóvil Club Paraguayo

## Automóviles participantes
En la temporada 2013, los automóviles que pueden participar sobre la base de su categoría son los siguientes:
- Clase 2: Super 2000 y R4
- Clase 3: N4 y Maxi Rally
- Clase 6: A6
- Clase 8: N3
- Clase 9: N2
- Clase 10: N1

Así mismo, los automóviles con homologaciones de la Codasur o de las Autoridades Deportivas Nacionales (ADN) respectivas podrán participar conjuntamente con aquellos homologados por la FIA en las clases 6, 8, 9 y 10.

## Palmarés

### Títulos por país
| País      | Campeón | Primera | Última |
| Paraguay  | 15      | 1998    | 2024   |
| Argentina | 9       | 1999    | 2010   |
| Uruguay   | 1       | 1997    | 1997   |
| Perú      | 1       | 2004    | 2004   |

| Año  | Piloto               | Navegante              | Automóvil                     | Nota        |
| ---- | -------------------- | ---------------------- | ----------------------------- | ----------- |
| 1997 | Gabriel Mendez       | Mario Villete          | Toyota Celica                 |             |
| 1998 | Francisco Gorostiaga | Norman Dumot           | Lancia Delta Integrale        |             |
| 1999 | Cristian Roziak      | Hugo Tomás             |                               |             |
| 2000 | Marcos Ligato        | Rubén García           | Subarú Impreza WRX            |             |
| 2001 | Federico Villagra    | Javier Villagra        | Mitsubishi Lancer Evo IV      |             |
| 2002 | Carlos Malarczuk     | Hugo Tomás             | Mitsubishi Lancer Evo VI      |             |
| 2003 | Francisco Gorostiaga | Victor Aguilera        | Toyota Corolla WRC            |             |
| 2004 | Ramón Ferreyros      | Rubén García           | Subaru Impreza WRX STi        |             |
| 2005 | Juan Pablo Raies     | Jorge Perez Companc    | Subaru Impreza WRX STi        |             |
| 2006 | Roberto Sánchez      | Edgardo Galindo        | Subaru Impreza WRX STi        |             |
| 2007 | Roberto Sánchez      | Edgardo Galindo        | Subaru Impreza WRX STi        |             |
| 2008 | Victor Galeano       | Diego Fabiani          | Mitsubishi Lancer Evo IX      |             |
| 2009 | Raúl Martínez        | Fernando Mussano       | Subaru Impreza WRX STi        | [ 6 ]       |
| 2010 | Cristian Rosiak      | Hugo Tomas             | Mitsubishi Lancer Evolution X | [ 6 ]       |
| 2011 | Gustavo Saba         | Víctor Aguilera        | Mitsubishi Lancer Evo X       | [ 7 ] [ 8 ] |
| 2012 | Gustavo Saba         | Víctor Aguilera        | Mitsubishi Lancer Evo X R4    | [ 7 ] [ 9 ] |
| 2013 | Gustavo Saba         | Víctor Aguilera        | Škoda Fabia S2000             |             |
| 2014 | Diego Domínguez      | Edgardo Galindo        | Ford Fiesta R5                |             |
| 2015 | Diego Domínguez      | Edgardo Galindo        | Ford Fiesta R5                |             |
| 2016 | Gustavo Saba         | Edgardo Galindo        | Škoda Fabia R5                |             |
| 2017 | Gustavo Saba         | Fernando Mussano       | Škoda Fabia R5                |             |
| 2018 | Gustavo Saba         | Fernando Mussano       | Škoda Fabia R5                |             |
| 2019 | Alejandro Galanti    | Leonardo Suaya         | Toyota Etios R5               |             |
| 2020 | Cancelado            | Cancelado              | Cancelado                     | Cancelado   |
| 2021 | Cancelado            | Cancelado              | Cancelado                     | Cancelado   |
| 2022 | Gustavo Saba         | Fernando Mussano       | Volkswagen Polo GTI R5        |             |
| 2023 | Fabrizio Zaldívar    | Marcelo Der Ohannesian | Hyundai i20 N Rally2          |             |
| 2024 | Fabrizio Zaldívar    | Marcelo Der Ohannesian | Hyundai i20 N Rally2          | [ 10 ]      |